# Warren Adler
Pour les articles homonymes, voir Adler.
Œuvres principales
- La Guerre des Rose
- La Dernière Rencontre
- The Sunset Gang

Warren Adler, né le 16 décembre 1927 dans le quartier de Brooklyn à New York et mort le 15 avril 2019 à Manhattan (New York), est un écrivain et dramaturge américain, auteur de roman policier.

## Biographie
Après des études à l'université de New York, et l'obtention d'un diplôme en littérature, Warren Adler suit des cours de créativité littéraire où il croise Mario Puzo et William Styron. Il est journaliste au New York Daily News, puis rédacteur en chef du Queen Post de Long Island. Il est correspondant de l'armée américaine pendant la Guerre de Corée.
Dans les années 1960, il est propriétaire de stations de radio et d'une chaîne de télévision. Il dirige également une agence de publicité à Washington, ville où il réside pendant trente-cinq ans avant de s'installer à Hollywood. À sa retraite, il élit domicile au Wyoming.
En littérature, son roman le plus célèbre est La Guerre des Rose (The War of the Roses, 1981), où le couple petit-bourgeois des Rose, au bord de la rupture, se partage leurs biens accumulés pendant vingt ans de bonheur. L'affrontement atteint des sommets de cruauté à la fois loufoque et tragique.
Warren Adler a également signé une série policière racontant, en huit titres, les enquêtes de Fiona Fitzgerald, détective à Washington.

## Œuvre

### Romans

#### SérieGuerre des Rose
- The War of the Roses (1981) Publié en français sous le titre La Guerre des Rose, Paris, Presses de la Cité, coll. « Paniques », 1985  (ISBN 2-258-01658-4) ; réédition, Paris, Presses de la Cité, 1990  (ISBN 2-258-03262-8) ; réédition, Paris, LGF, Le Livre de poche no 7554, 1990  (ISBN 2-253-05320-1)
- Children of the Roses (2004) Publié en français sous le titre Les Enfants des Rose, Paris, Presses de la Cité, 2004  (ISBN 2-258-05972-0).

#### SérieFiona Fitzgerald
1. American Quartet (1982)
2. American Sextet (1982)
3. Death of a Washington Madame (2005)
4. The Witch of Watergate (1992)
5. Senator Love (1991)
6. Immaculate Deception (1991)
7. The Ties That Bind (1994)
8. Washington Masquerade (2013).

9. Red Herring (2017). 

#### Autres romans
- Options (1974), aussi titré Undertow
- The Henderson Equation (1976)
- Banquet Before Dawn (1976)
- Trans-Siberian Express (1977)
- The Casanova Embrace (1978)
- Natural Enemies (1979)
- Blood Ties (1979)
- Random Hearts (1984) Publié en français sous le titre La Dernière Rencontre, Paris, Presses de la Cité, 1985  (ISBN 2-258-01558-8) ; réédition, Paris, Presses Pocket no 2868, 1988  (ISBN 2-266-02173-7), réédition sous le titre L'Ombre d'un soupçon, Paris, Presses Pocket no 2868  (ISBN 2-266-09703-2)
- Twilight Child (1985) Publié en français sous le titre L'Enfant crépuscule, Paris, Robert Laffont, 1987  (ISBN 2-221-05007-X) ; réédition, Paris, Presses Pocket no 3573  (ISBN 2-266-03850-8)
- We Are Holding the President Hostage (1986)
- Madeline's Miracles (1989) Publié en français sous le titre Voyance, Paris, Payot & Rivages, coll. « Rivages/Suspense », 1996  (ISBN 2-7436-0123-X)
- Private Lies (1991) Publié en français sous le titre Chasses gardées, Paris, Presses de la Cité, 1992  (ISBN 2-258-03427-2)
- The Housewife Blues (1992)
- Mourning Glory (2001)
- Cult (2002)
- Funny Boys (2008)
- The David Embrace (2010)
- Empty Treasures (2010)
- Flanagan's Dolls (2010)
- The Womanizer (2010)
- Residue (2010)
- The Serpent's Bite (2012)
- Target Churchill (2013), en collaboration avec James C. Humes
- Treadmill (2014).

### Recueils de nouvelles
- The Sunset Gang (1977)
- Never too Late for Love (1995)
- Jackson Hole: Uneasy Eden (1997)
- The Washington Dossier Stories (2007)
- New York Echoes (2008)
- New York Echoes 2 (2011).

### Théâtre
- Mathusaleh's Children, comédie musicale
- Windsmills (1981), comédie
- The Sunset Gang (1991), comédie musicale
- The War of Roses (2013), adaptation théâtrale du roman éponyme.

### Filmographie

#### Adaptations au cinéma
- 1989 : La Guerre des Rose (The War of the Roses), film américain de Danny DeVito, adaptation du roman éponyme ;
- 1999 : L'Ombre d'un soupçon (Random Hearts), film américain de Sydney Pollack, adaptation de La Dernière Rencontre ;
- 2025 : La Guerre des Rose (The Roses), film britannico-américain de Jay Roach, adaptation du roman La Guerre des Rose.

#### Adaptations à la télévision
- 1991 : The Sunset Gang, épisode de la série télévisée American Playhouse, adaptation de la nouvelle éponyme
- 2002 : Fiona, téléfilm américain réalisé par Tom McLoughlin, basé sur la série Fiona Fitzgerald.

### Sources
- Claude Mesplède (dir.), Dictionnaire des littératures policières, vol. 1 : A - I, Nantes, Joseph K, coll. « Temps noir », 2007, 1054 p. (ISBN 978-2-910-68644-4, OCLC 315873251), p. 38